# AXA Bank
Az AXA Bank egy magyarországi kereskedelmi bank volt, ami 2009-2016-ig a belga AXA csoport magyarországi fióktelepeként működött. 2016. november 1-től az AXA ügyfeleit az OTP Bank vette át.

## Története
A bank elődje az 1998 márciusában alapított EuroDirekt Országos Takarékszövetkezet volt, ami az elsősorban az angolszász országokban jelen lévő, de ott sem túl elterjedt narrow banking filozófia szerint kezdte meg működését. Kezdetben kizárólag a Lloyd's of London és az Allianz Hungária online diszkontbankjaként működött.
2004-ben a Mortgage Holdings S.A. (az Emerging Europe – később Royalton - Capital Investors (EECI) befektetési alap magyarországi vállalata) vásárolta meg a takarékszövetkezetet és kereskedelmi bankká alakította és felvette az ELLA Első Lakáshitel Bank nevet.
A cég 95,17 százalékát 2007 márciusában vásárolta az AXA Csoport, amit hamar 100%-ra növelt, aminek következtében 2008 júliusától AXA Kereskedelmi Bank Zrt. (AXA Bank) néven folytatta tovább tevékenységét.
A pénzintézet 2009. január 1-jén egyesült szervezeti szinten is a belgiumi AXA Bank Europe SA-val, annakk magyarországi fióktelepeként működött, aminek következtében a betétesek pénzét a magyar Országos Betétbiztosítási Alap helyett a Belga Letét és Pénzügyi Eszközvédelmi Alap biztosította százezer euró értékhatárig.
2016. február 3-án az AXA Bank Europe SA és az OTP Bank megállapodást írt alá az AXA Bank magyarországi üzletágának megvásárlásáról. Az integrációs folyamat 2016. október 31-én lezárult.